# Ibiratinga
Ibiratinga é um distrito do município de Sirinhaém, no estado brasileiro de Pernambuco.

## Topônimo
Ibiratinga é uma palavra de origem indígena que significa "pau branco".

## Localização
Distante 103 km da cidade do Recife, tem acesso pelas rodovias BR-101 Sul, PE-060 e depois PE-064.

## Bairros
- Centro
- Vila 31 de Março[2]

## Evolução populacional
| Evolução de habitantes | Evolução de habitantes |
| ---------------------- | ---------------------- |
| Ano                    | Cidadãos               |
| 1950                   | 293                    |
| 1960                   | 755                    |
| 1970                   | 432                    |
| 1980                   | 790                    |
| 1991                   | 672                    |

Fonte: IBGE  